# Lock On: Modern Air Combat
Lock On: Modern Air Combat, též LOMAC, známý v Rusku jako Lock On, je moderní bojová simulace letu vyvinutá Eagle Dynamics a publikována Ubisoftem v Evropě a 1C Company v Rusku, je široce považovaný za jeden z nejvíce realistických simulátorů ve své třídě, je považován tvůrci za průzkumný simulátor. Obsahuje 8 hratelných letadel a více než 40 nehratelných/AI-ovládaných letadel. Hra se většinou točí kolem bojů vzduch-vzduch a vzduch-země. Hra realisticky modeluje všechny aspekty vzletu a přistání, AWACS (také známý jako AEW & C), přistání na letadlových lodích (pro Su-33), a tankování ve vzduchu. Přes 180.000 budov, 50 miliónů stromů, 21 měst, 1700 obcí, 500 mostů, 18 letišť a 8 námořních základen jsou přítomny ve virtuálním světě, za Černým mořem. 8 hratelných letadel MiG-29A, MiG-29C, Su-27, Su-33, Su-25, MiG-29g (německá MiG-29 varianta s palubním počítačem), F-15C a A-10A, pouze Su-25 a A-10 jsou určeny pro přímou leteckou podporu letadla, zbytek jsou vzdušné převahy, nebo multi-rolový bojovníci s omezenou nebo žádnou schopností vzduch-země. Vzhledem k malému počtu letadel hráč může létat jako pilot pouze ze Spojených států, Ukrajiny, Ruské federace, Gruzie, Izraele nebo Německa.
Flexibilní editor misí je součástí hry a umožňuje uživatelům vytvořit široké spektrum úkolů, nebo dokonce celé kampaně, která se rovná kvalitě těch, které byly představeny se hrou. Mnoho fanoušky vytvořených balíčků misí a kampaní také bylo vydáno.

## Aktualizace
Kromě patche v1.02 pro maloobchodní hru vývojáři Eagle Dynamics, vydali neoficiální add-on s názvem Lock On: Flaming Cliffs, určený z části k nápravě mnoha nedostatků v původní hře. Součástí add-onu je také další hratelné letadlo Su-25T a několik nových misí. Některé změny a vylepšení do modelu raket jsou rovněž zahrnuty, stejně jako pokročilý letový model (AFM) pro Su-25T. Flaming Cliffs patch byl vydán, opravující drobné chyby v kódu a přináší hru do své finální, aktuální verze: 1.12b.

## Flaming Cliffs 2.0
LockOn: Flaming Cliffs 2 je další vývoj LockOn: Flaming Cliffs. Všechna hráčem řízená letadla byla převedena do virtuálního prostředí vytvořené pro sérii Digital Combat Simulator. Mezi vylepšení patří:
- Přední kompatibilita, stejně jako on-line kompatibilita s novým titulem od Eagle Dynamics DCS: Black Shark. Hráči mohou létat v specifickém Flaming Cliffs konkrétní letadle v misích / kampaních vytvořených pro DCS: Black Shark (a naopak) a hry pro více hráčů s hráči kteří vlastní DCS: Black Shark.
- Obecné vylepšení a opravy na multiplayerové součást Flaming Cliffs.
- Obsahuje stejné prostředí jako virtuální svět DCS: Black Shark (Crimeská část předchozích Flaming Cliffs mapy byla odstraněna, zatímco další oblasti v Gruzii byly přidány ve vyšším rozlišení než u DCS: Black Shark).
- Automatická detekce hráčem modifikovaných konfiguračních souborů při připojování k multiplayerovému serveru .
- Aktualizován grafický engine (známý jako The Fighter Collection Simulation Engine (TFCSE) běžící nativně pod DirectX 9.0c s řadou vylepšení textur, počasí a kvality rozlišení. Lepší a realističtější letadla, zbraně, smysly a zvukové modelování.
- Zbrusu nový editor misí s skriptovatelný spouštěč, nové role a poslání vylepšené AI / letové modelování pro NPC letadla.
- Další jednotky řady zemí, jako je pěchota.

V listopadu 2009 Eagle Dynamics oznámila, že placený upgrade (14,99 USD) s názvem Flaming Cliffs 2.0 byl naplánován pro vydání na počátku roku 2010. Flaming Cliffs 2.0 (ruská verze), byla vydána dne 25. března 2010 ($ 29,99). Anglická verze byla vydána krátce poté.